# Finnsnes
Finnsnesⓘ es una localidad y sede administrativa del municipio de Senja en Troms, Noruega. Se localiza en tierra firme, a través del estrecho de Gisundet y en frente de la isla de Senja. El puente de Gisund conecta Finnsnes a las urbanizaciones de Silsand y Laukhella en Senja. Posee una gran variedad de centros educativos, tanto preescolares hasta nivel universitario. La iglesia de Finnsnes se ubica en el centro urbano.

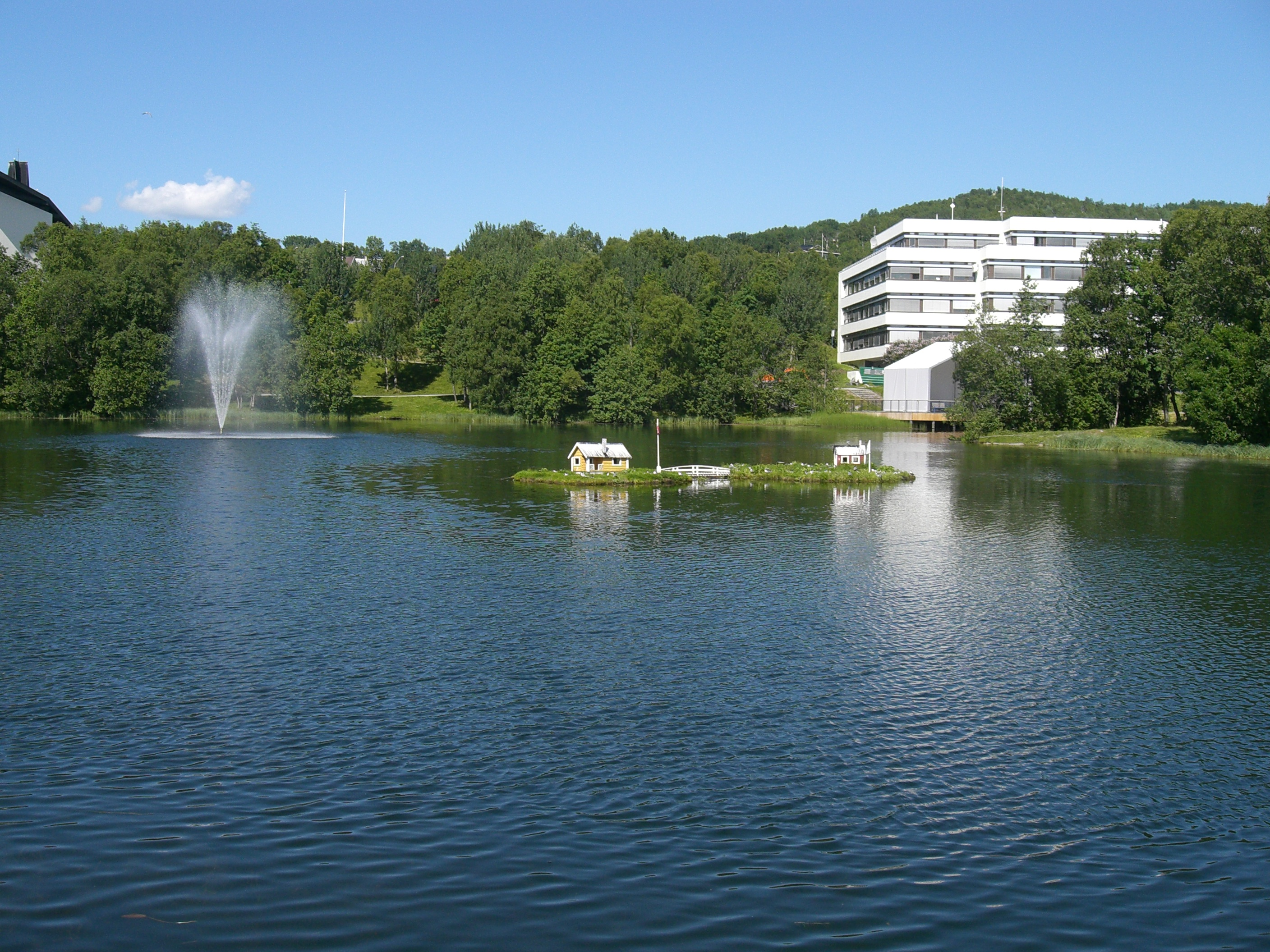
Imagen del ayuntamiento y el parque.

Finnsnes está rodeado de barrios suburbanos, los que conforman una gran área urbana. Estos barrios son Sandvika/Skogen, Finnfjordbotn, Nygård, Trollvika y Silsand. En los últimos 100 años ha tenido un crecimiento notable, de una comunidad agrícola a un centro regional comercial. Posee una población de 4371 habitantes, con una densidad de 1349 hab/km².  En el año 2000 recibió el título de ciudad.

## Transportes

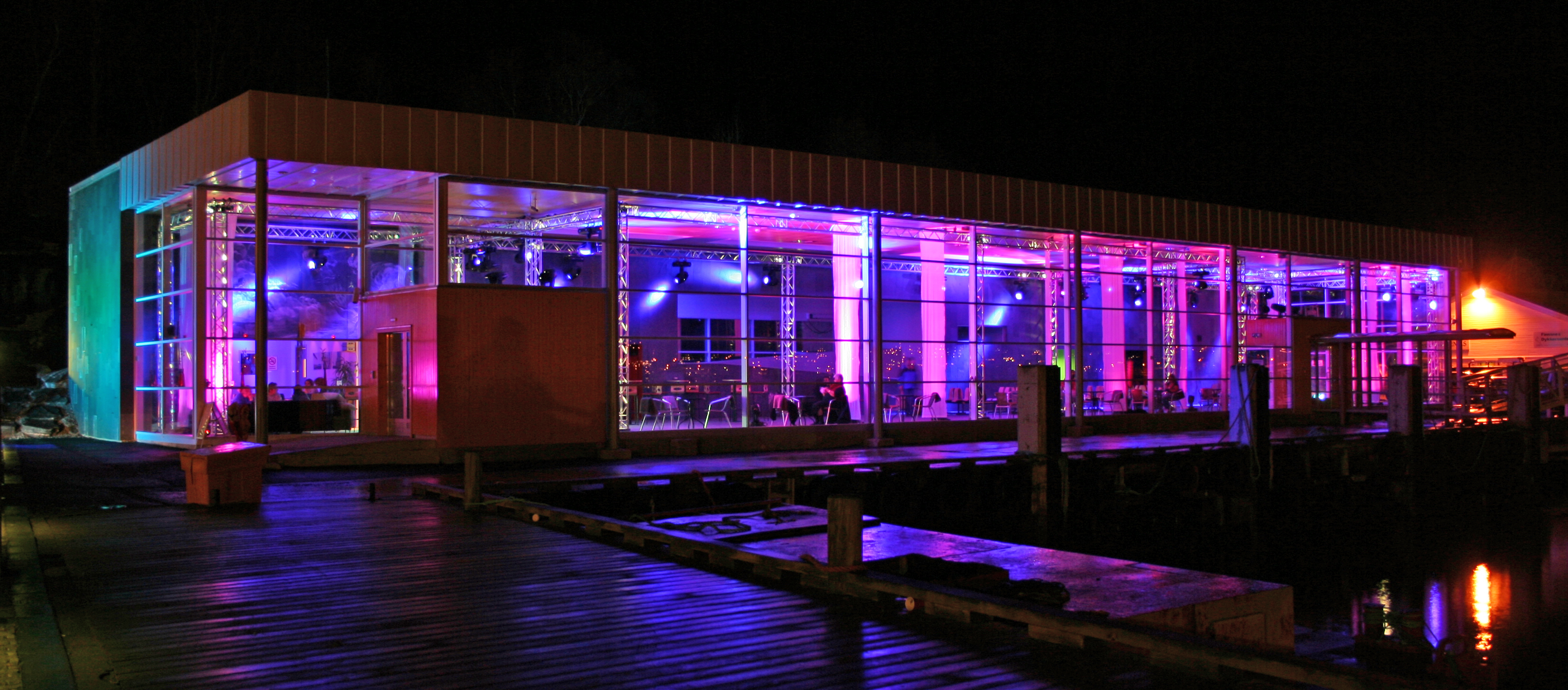
Terminal portuaria en 2006

Hay conexión por barco a Tromsø, Harstad y Narvik. Otros medios son el aeropuerto de Bardufoss, Finnfjord Havn (central de carga) y la terminal de Finnsnes (buses y barcos hacia Harstad y Tromsø y el Hurtigruten).
La ruta 86 es la principal vía terrestre, en conjunto con el puente.

## Economía

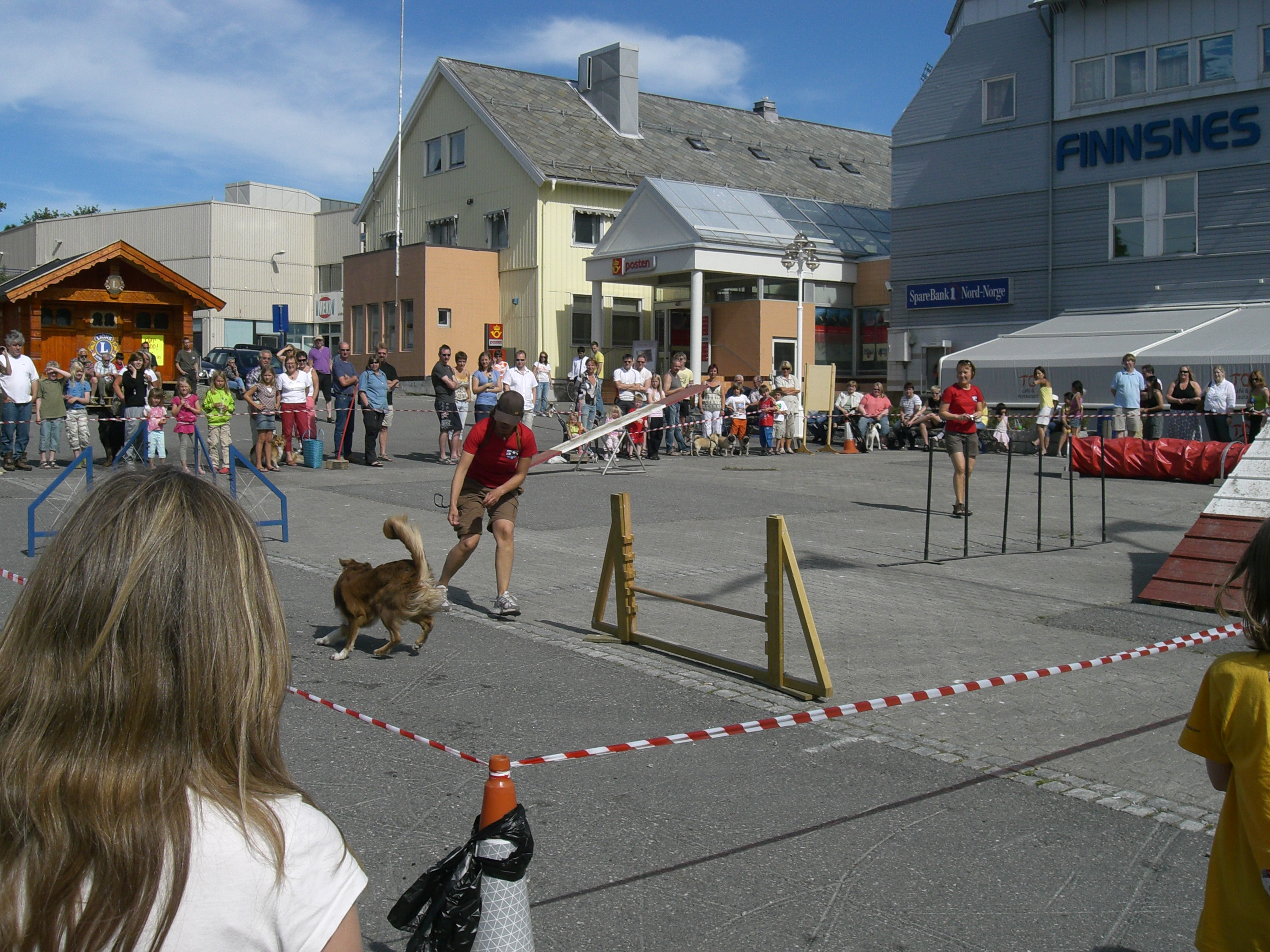
Plaza de Finnsnes

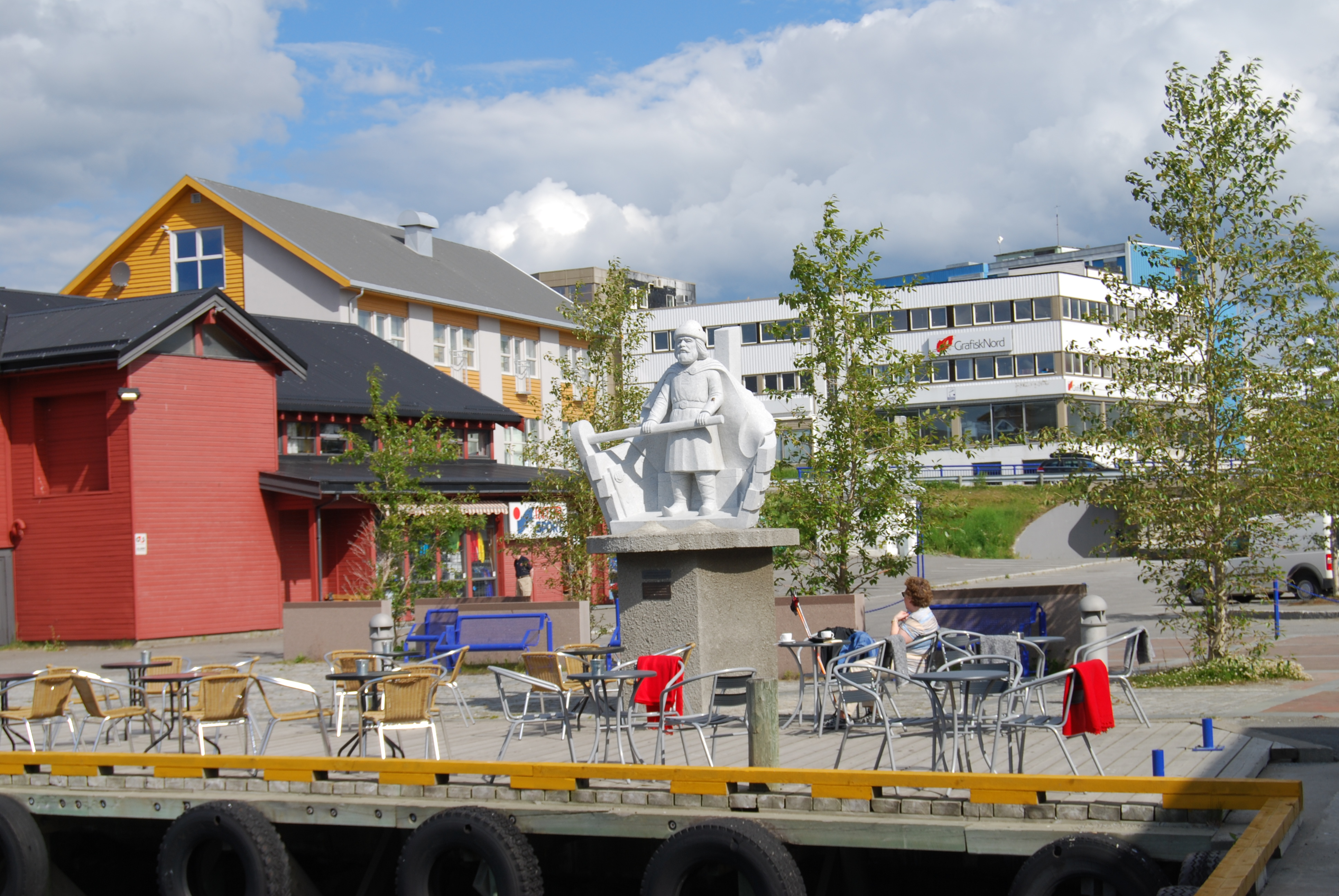
Ottar fra Hålogaland fue un marinero vikingo y su estatua se ha vuelto un icono de la ciudad.

Lenvik y las regiones circundantes han tenido un gran desarrollo gracias a las facilidades otorgadas para el establecimiento de negocios. Aunque el comercio y las conferencias empresariales son comunes, la agricultura y la pesca son importantes en la economía local

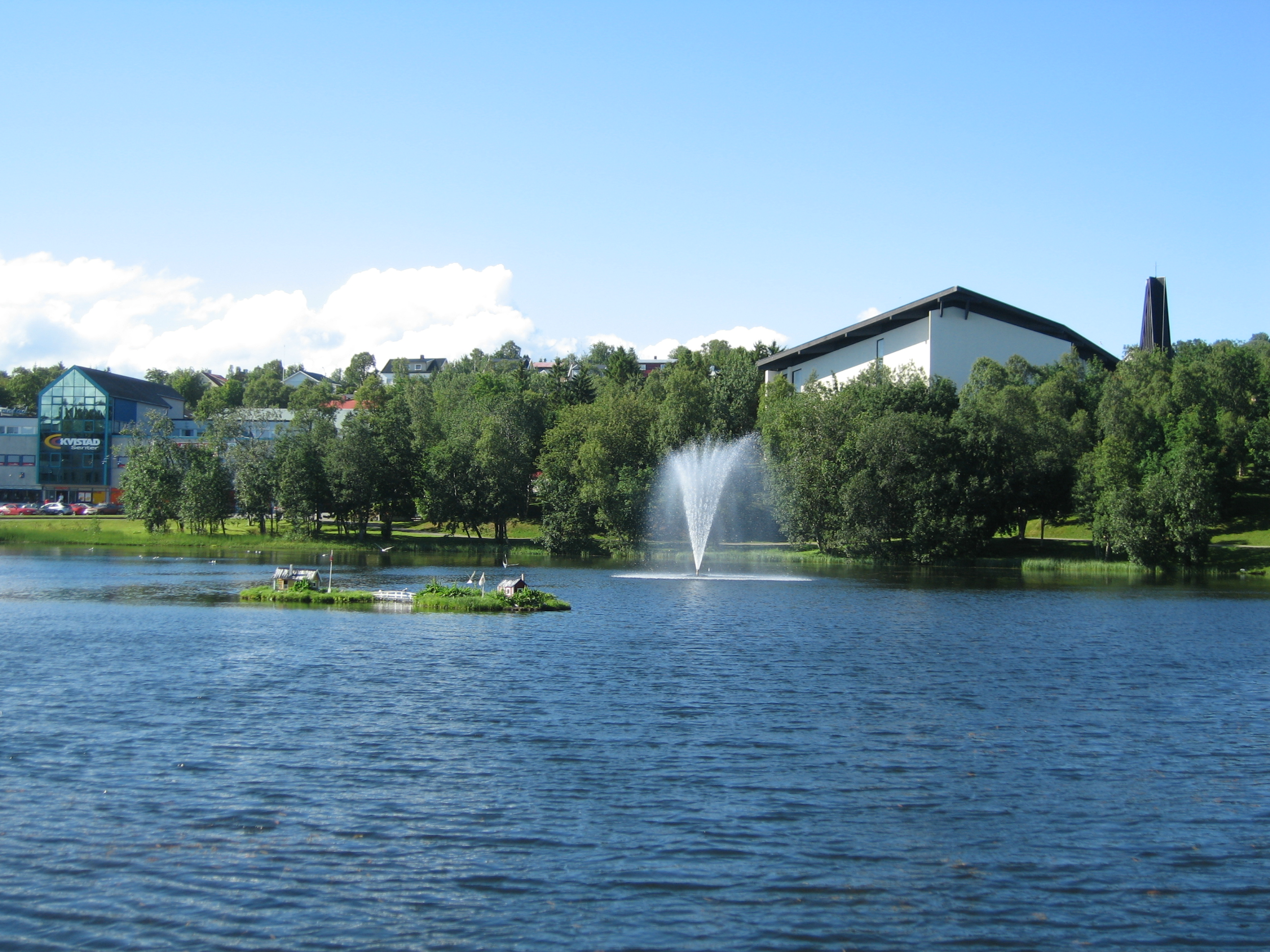
El parque central de Finnsnes es uno de los dos de Noruega (el otro está en Stavanger) que tiene un lago natural.

## Deportes
Finnsnes tiene centros deportivos techados y al aire libre de esquí alpino y esquí de fondo. 
«Midt-Tromshallen» es una cancha de fútbol sala, aunque sirve como recinto multiusos. Existen dos campos al aire libre en Finnsnes y Silsand.
Hay tres clubes de fútbol en la ciudad, Finnsnes IL y FK Senja en la segunda división y FK Pioneer en la quinta. A lo largo del tiempo se ha originado una rivalidad entre los dos primeros.

## Cultura
La casa de la cultura de Finnsnes, abierta en 1995, es el centro cultural de la zona. Tiene 400 butacas para obras de teatro y conciertos, proveyendo de una carta extensa de espectáculos. La biblioteca pública de Lenvik está en el edificio.
El museo de Bjorelves está 15 kilómetros al norte de la ciudad